# Jakob Hirsch

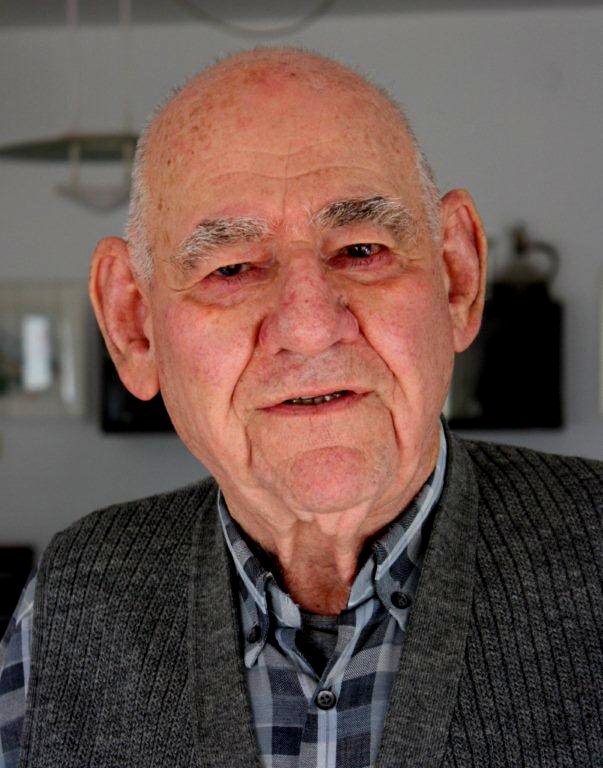
Jakob Hirsch (2011)

Jakob Hirsch (geboren 23. Juni 1924 in Halberstadt; gestorben 23. Februar 2018 in Jerusalem) war Staatssekretär beim israelischen Staatskontrolleur und aktiv in den deutsch-israelischen Beziehungen sowie bei der Hilfe für Überlebende der Shoah. Für seine Verdienste um die Aufarbeitung und Aussöhnung in den deutsch-israelischen Beziehungen wurde er 2013 mit dem Verdienstkreuz am Bande ausgezeichnet.

## Leben
Jakob Hirsch war der Sohn des Juristen Salli und der Ärztin Edith Hirsch, geborene Henschel. Die Familie lebte ab 1928 in Berlin-Charlottenburg. Dort besuchte er die von Paula Fürst geleitete zionistische Theodor-Herzl-Schule am Berliner Kaiserdamm 78. Seine Eltern waren aktive Zionisten, als Mitglieder der Zionistischen Vereinigung Deutschlands. 1935 gelang ihnen über Triest die Ausreise mit der „Theodor Herzl“ in das britische Mandatsgebiet Palästina, wo sie am 14. November 1935 in Haifa ankamen. In Jerusalem besuchte Jakob Hirsch die Schule. 1939 wurde er in die Ḥagam eingeführt, der Jugendorganisation der jüdischen Untergrundorganisation Hagana, aus der später die Gadna hervorging. 1943 wurde er in die britische Armee eingezogen und diente während des Zweiten Weltkriegs bis 1946 zunächst in Ägypten, später in Italien. Anschließend führte er sein Studium der Rechtswissenschaften, das er an der Hebräischen Universität in Jerusalem begonnen hatte, bis 1950 fort. 1948 wurde er erneut in die Armee eingezogen, um in der israelischen Armee im Unabhängigkeitskrieg Israels zu kämpfen. Von 1955 bis 1956 studierte er in einem Aufbaustudiengang an der Princeton University.

### Karriere
Nach dem Studium begann er eine Karriere beim israelischen Staatskontrolleur des Staates Israel, wo er bis zum Staatssekretär aufstieg. Als Direktor der internen Revision war er einer der leitenden Angestellten der israelischen Bank Leumi.

### Ehrenamtliche Tätigkeiten
Nach seiner Pensionierung arbeitete Jakob Hirsch ehrenamtlich in verschiedenen Organisationen, unter anderem im Kuratorium der Ben-Gurion-Universität im Negev in Beʾer Scheva, der Jerusalem Foundation, im Kuratorium der Open University, die ihm ein Honorary Fellowship verlieh und dem Alyn Kinderkrankenhaus Jerusalem.
1995 wurde Jakob Hirsch Vorstandsmitglied der United Restitution Organization, die im Netzwerk der Jewish Claims Conference Überlebenden der Shoah bei der Geltendmachung von Ansprüchen auf Wiedergutmachungszahlungen unterstützt. Die Stiftung „Erinnerung, Verantwortung und Zukunft“ machte Jakob Hirsch 2003 zu einem der beiden Vorsitzenden eines unabhängigen Gremiums, das Anträge auf Entschädigung geleisteter NS-Zwangsarbeit im nationalsozialistischen Deutschland prüfen sollte. Zudem war er Vorstandsmitglied der Vereinigung der Israelis mitteleuropäischer Herkunft (hebräisch אִרְגּוּן יוֹצְאֵי מֶרְכַּז אֵירוֹפָּה Irgūn Jōtzʾej Merkaz Ejrōpah, deutsch ‚Organisation der aus Mitteleuropa Stammenden‘). Als Leiter des Solidaritätswerk setzte er sich für die Unterstützung ärmerer Mitglieder der Vereinigung ein. Er war Vorstandsvorsitzender der Vereinigung der Dachorganisationen für Verbände ehemaliger jüdischer Deutscher in den USA, Großbritannien und Israel.
Bis 2011 war Jakob Hirsch auch Vorsitzender des israelischen Freundeskreises der deutschen Aktion Sühnezeichen Friedensdienste, der die Arbeit von ASF in Israel maßgeblich unterstützt. Als Zeitzeuge trat er immer wieder in Israel und Deutschland vor allem vor jungen Menschen auf. Hirsch unterstützte Stolperstein-Initiative sowie Initiativen zur Erinnerung an das jüdische Leben in Halberstadt sowie die jüdische Selbsthilfeorganisation AMCHA Deutschland zur psychosozialen Unterstützung bedürftiger Holocaust-Überlebender und ihrer Familien in Israel.
Jakob Hirsch ist am 23. Februar 2018 in Jerusalem gestorben.